# كرة القدم لمبتوري الأطراف
كرة القدم للمبتورين هي رياضة ذوي الاحتياجات الخاصة تلعب ما بين فريقين كل فريق يتكون من 7 لاعبين (6 في الملعب وحارس مرمى) ويشترط أن يكون اللاعبون ذو قدم واحدة بينما يكون حارس المرمى ذو ذراع واحد.